# Hugues Ier de Roucy
Pour les articles homonymes, voir Hugues Ier.
Hugues Ier, dit Cholet, mort en 1160, de la maison de Montdidier, comte de Roucy de 1103 à 1160, est le fils d'Ebles II, comte de Roucy, seigneur de Nizy-le-Comte et de Sévigny, et de Sibylle de Hauteville.

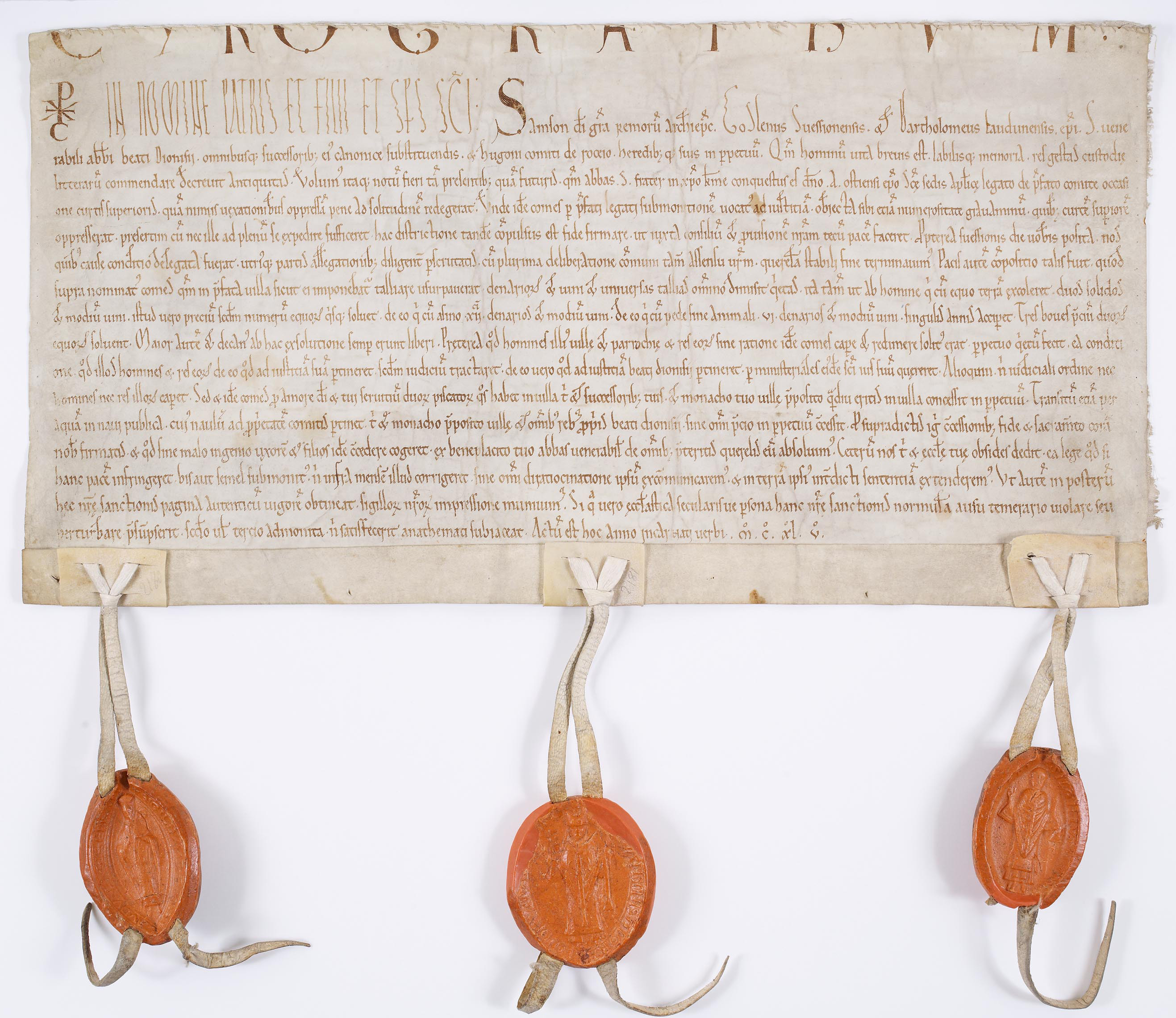
Accord passé entre Suger, abbé de Saint-Denis, et le comte de Roucy en présence des évêques délégués du Saint-Siège au sujet des exactions exercées par les gens du comte sur les terres de Saint-Denis à Concevreux. Soissons, 1145. Archives nationales.

En 1130, il donne aux Templiers la ferme de Thony, située sur la commune de Pontavert. Il fonda l'abbaye de la Valroy en 1147 et le prieuré d'Évergnicourt en 1154.

## Mariages et enfants
Il épouse en premières noces une Adeline ou Aveline de Pierrefonds, fille de Nivelon II, citée en 1117, qui donne naissance à :
- Ade (v. 1117 † 1172), peut-être mariée à Gaucher II, seigneur de Châtillon-sur-Marne, de Troissy, de Montjay et de Crécy (mais cela est contesté : cf. l'article Châtillon). Ade ou Ide pourrait aussi être la femme de Simon de Corbeil et la mère d'Alain de Roucy[4],[5].

Il se remarie avec Richilde de Staufen, fille de Frédéric Ier de Staufen, duc de Souabe, et d'Agnès de Franconie. Richilde est la sœur de Conrad de Hohenstaufen, qui fut empereur germanique de 1138 à 1152. De ce mariage naissent :
- Guiscard († 1180), comte de Roucy ;
- Ebles, cité en 1147 et en 1154 ;
- Hugues, cité en 1154 et en 1166, seigneur de Thony et de Bois (Bois ?), marié à Eva de Courlandon[6] ;
- Clémence, mariée à Renaud, seigneur de Rozoy-en-Thiérache ; puis à Guermond de Châtillon, seigneur de Sevigny (Savigny, et non Sévigny ? ; cf. l'article Alain de Roucy), d'où Clémence de Châtillon, femme d'Alain de Roucy ;
- Avoye ;
- Sibylle, citée en 1154 ;
- Sara, mariée à Guy, seigneur de Soupir.

## Sigillographie et emblématique
Le sceau d'Hugues Ier de Roucy est l'un des premiers sceaux équestres armoriés, ce qui constitue une étape importante dans le processus de naissance des armoiries. Il montre un chou, emblème parlant inspiré du surnom « Cholet » (cauliculus, « petit chou »). Ses successeurs ont gardé cet emblème.